# Heilig Landstichting
Heilig Landstichting is een dorp in de Gelderse gemeente Berg en Dal. De plaats ligt tegen de bebouwde kom van Nijmegen aan. Het dorp is genoemd naar het hier gelegen Museumpark Orientalis, dat voorheen de Heilig Land Stichting heette.
Verder genoot de plaats enige bekendheid als woonplaats van Dries van Agt.

## Geschiedenis
In de Romeinse tijd werd de locatie ten oosten van Heilig Landstichting gebruikt voor de aanleg van het Romeinse aquaduct om de legioenplaats op de Hunnerberg van water te voorzien.
De Heilig Landstichting werd opgericht in 1911, met goedkeuring van bisschop Wilhelmus van de Ven van het bisdom 's-Hertogenbosch. De initiatiefnemer voor het project was de Waalwijkse priester Arnold Suys. Op de plek van de buurtschap De Ploeg zou een katholiek centrum voor Nederland moeten komen, met een devotiepark waar de plaatsen uit het Heilige Land (de toenmalige regio Palestina) nagebouwd zouden worden. Dit werd later het Bijbels Openluchtmuseum, nu Museumpark Orientalis.

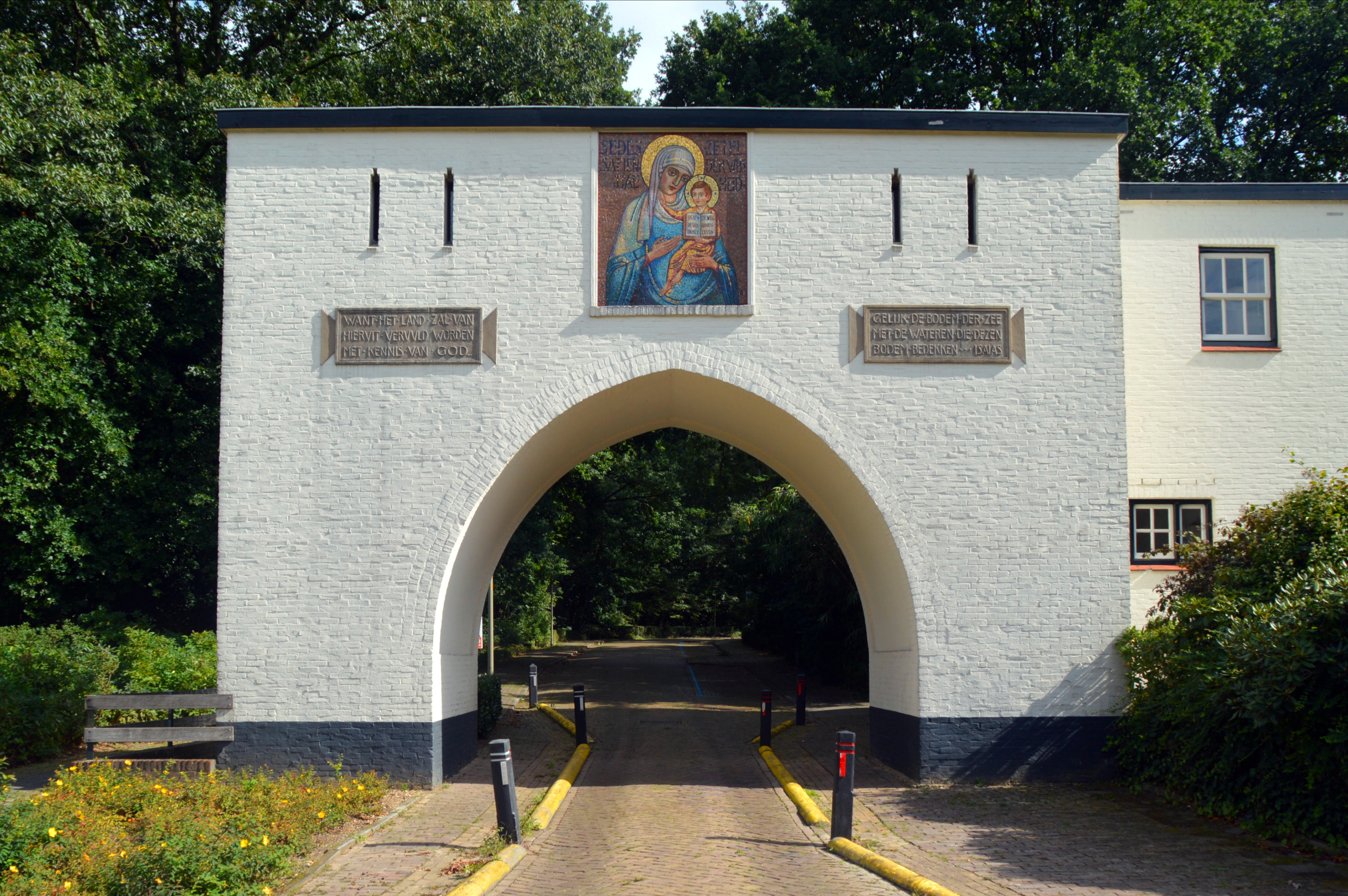
Woning met poort Profetenlaan 15

De eerste kerk die er gebouwd werd was de Cenakelkerk (1913-1915), die ontworpen werd door Jan Stuyt in samenwerking met Jos Margry. In Suys' plannen was een grote Heilig Hart-basiliek voorzien. Van deze basiliek zijn alleen de onderzijde van het voorportaal en het atrium gerealiseerd; dit functioneert als hoofdgebouw van het museumpark.
Om directe middelen te hebben om het devotiepark te kunnen bouwen werd de beschikbare grond in drieën gedeeld; een gedeelte zou het devotiepark worden, een gedeelte werd ingericht als begraafplaats om ook door de verkoop van grafrechten in de toekomst een inkomstenbron te hebben en het laatste deel werd verkocht voor woningbouw. Met dit geld werd een aanvang gemaakt voor het park.
In de jaren dertig versmolten de voormalige buurtschappen De Ploeg en Het Heilig Land tot het kerkdorp Heilig Landstichting.
Tussen 1918 en 1925 had Heilig Landstichting een station aan de spoorlijn Nijmegen - Kleef.
Nabij het dorp Heilig Landstichting en het Museumpark Orientalis ligt sinds 1954 ook het Afrika Museum.

## Afbeeldingen

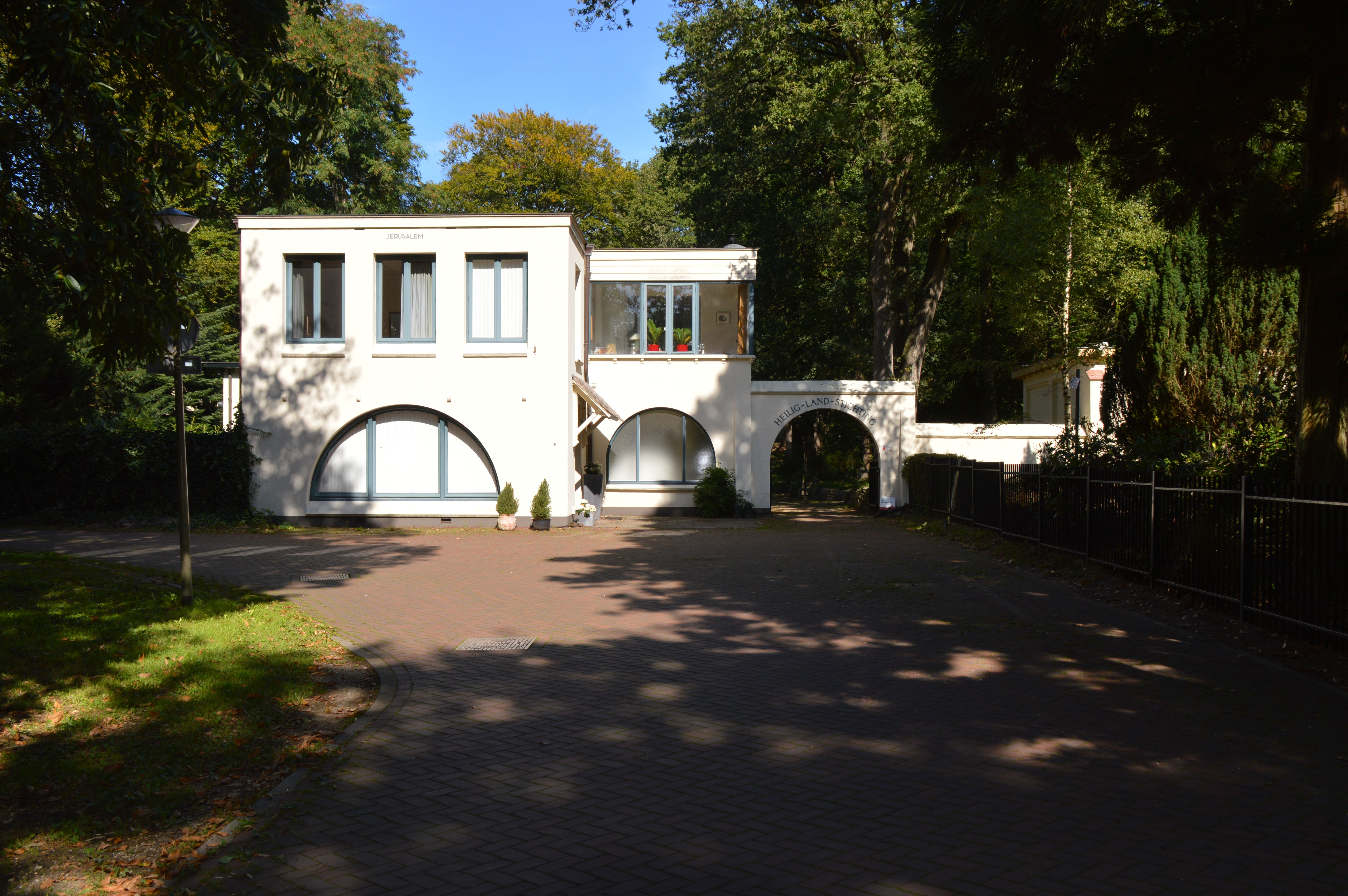
Zuid-west gevel kantoor - voormalig administratiekantoor Jerusalem
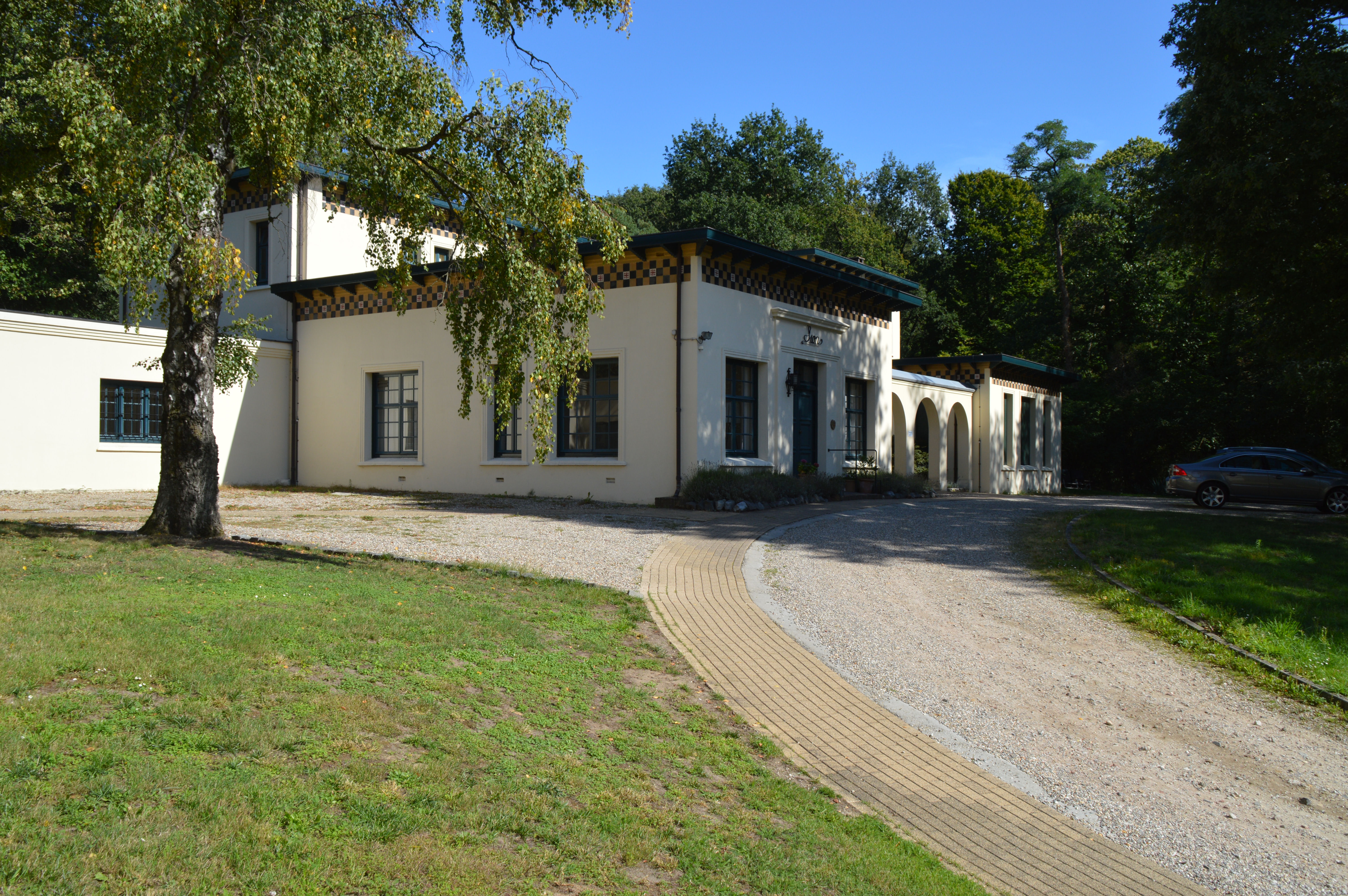
Huis Sion
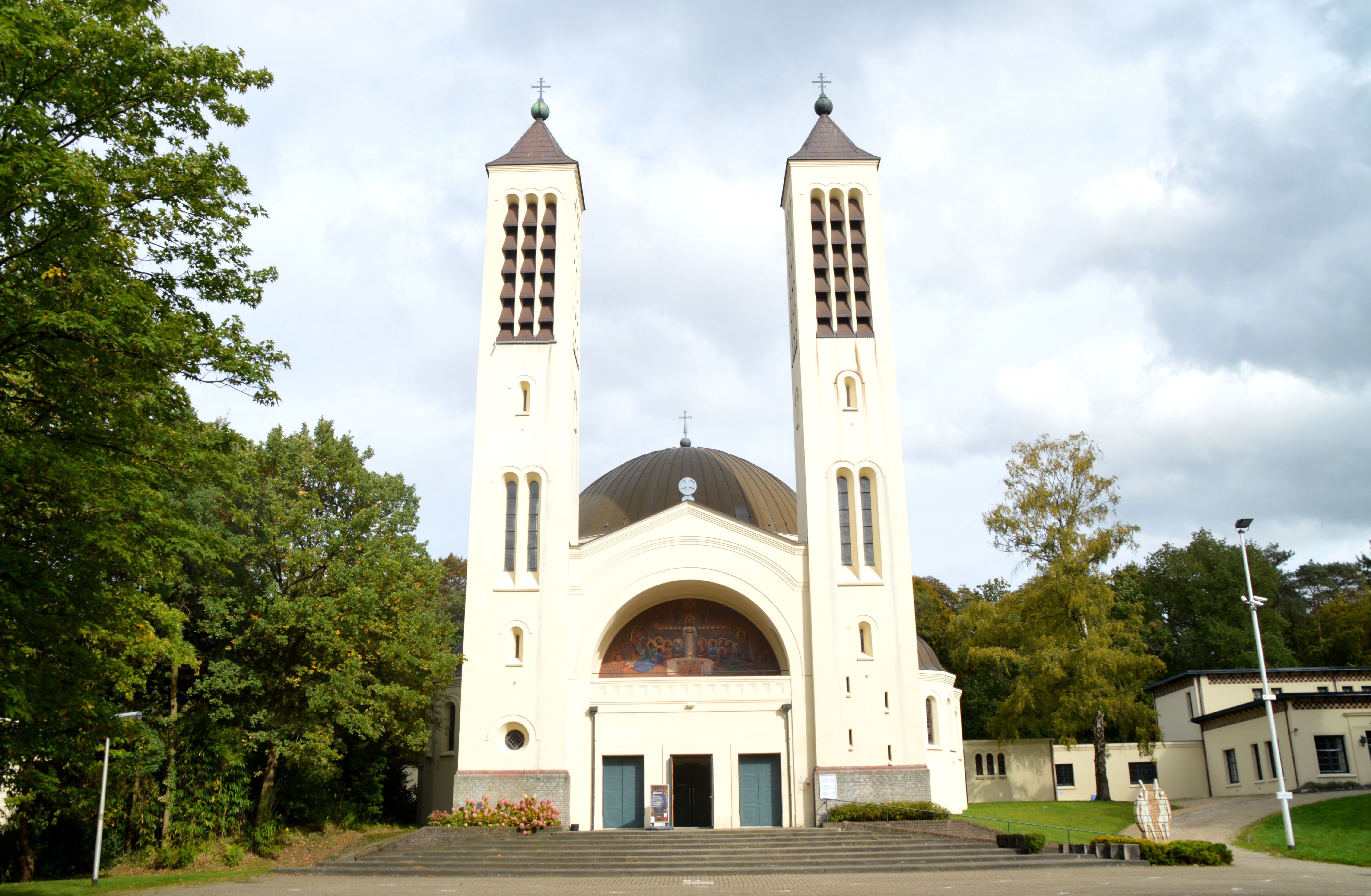
Cenakelkerk Vooraanzicht
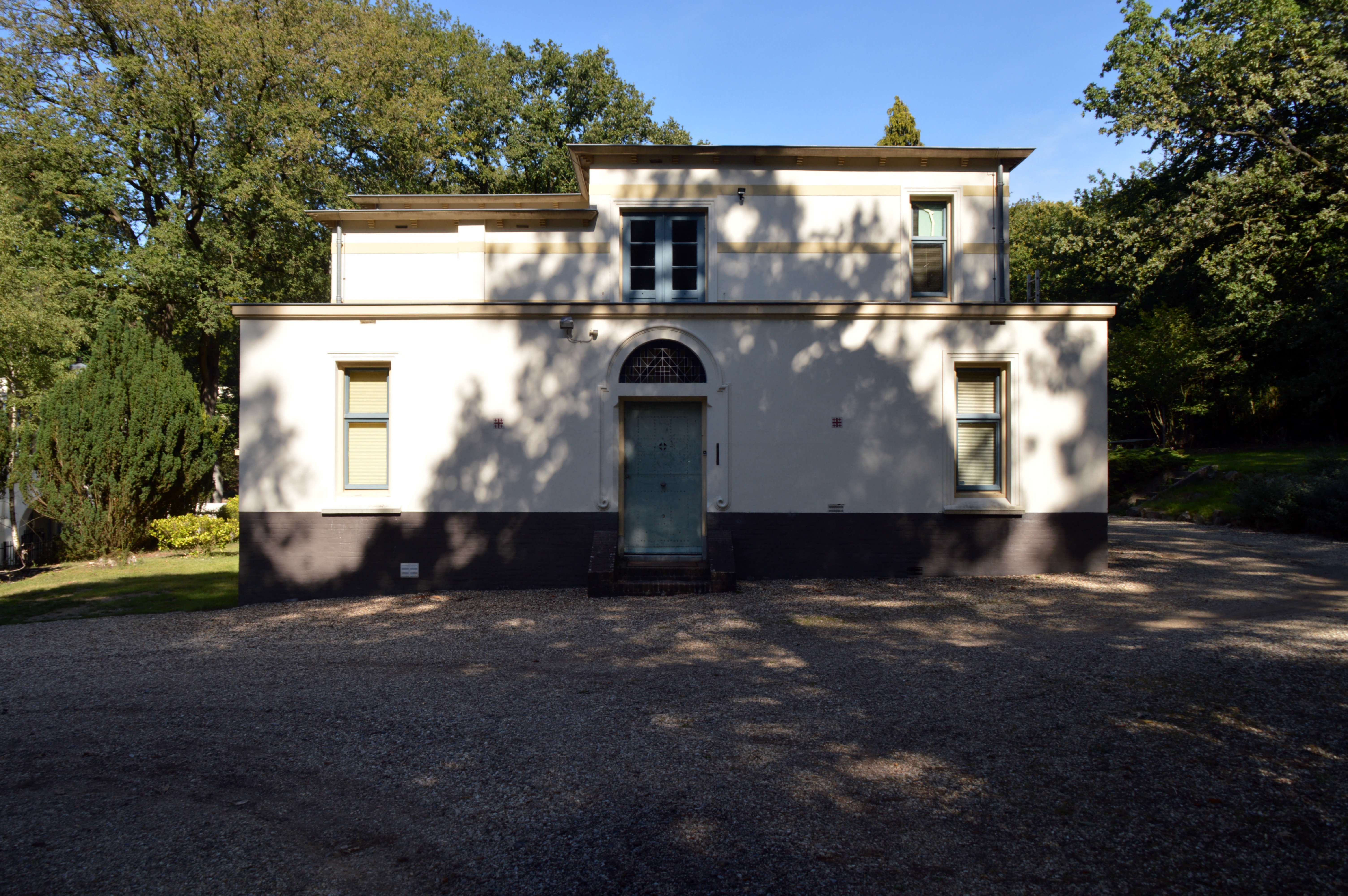
Stella Matutina
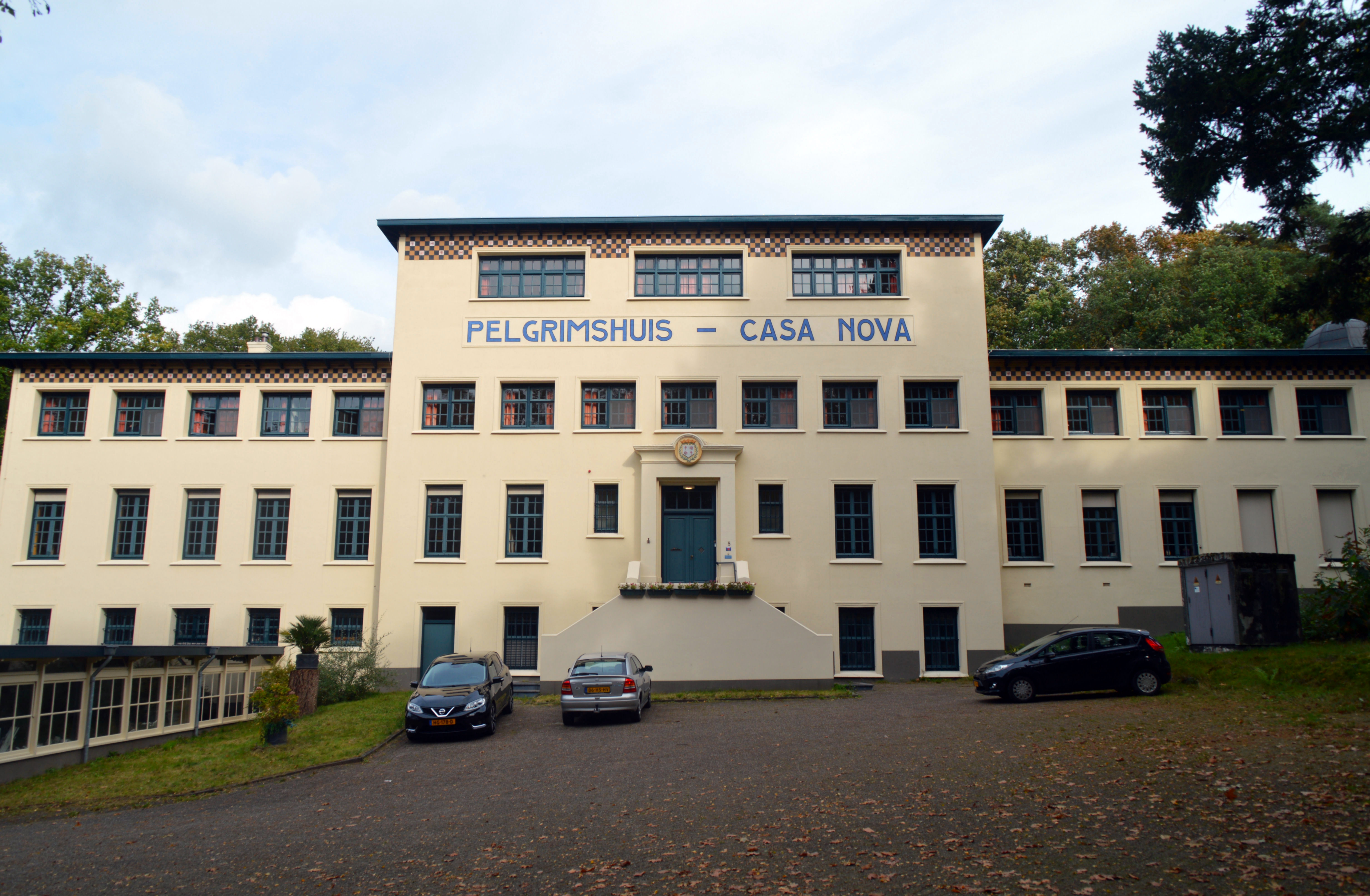
Casa Nova Monseigneur Suysplein 5
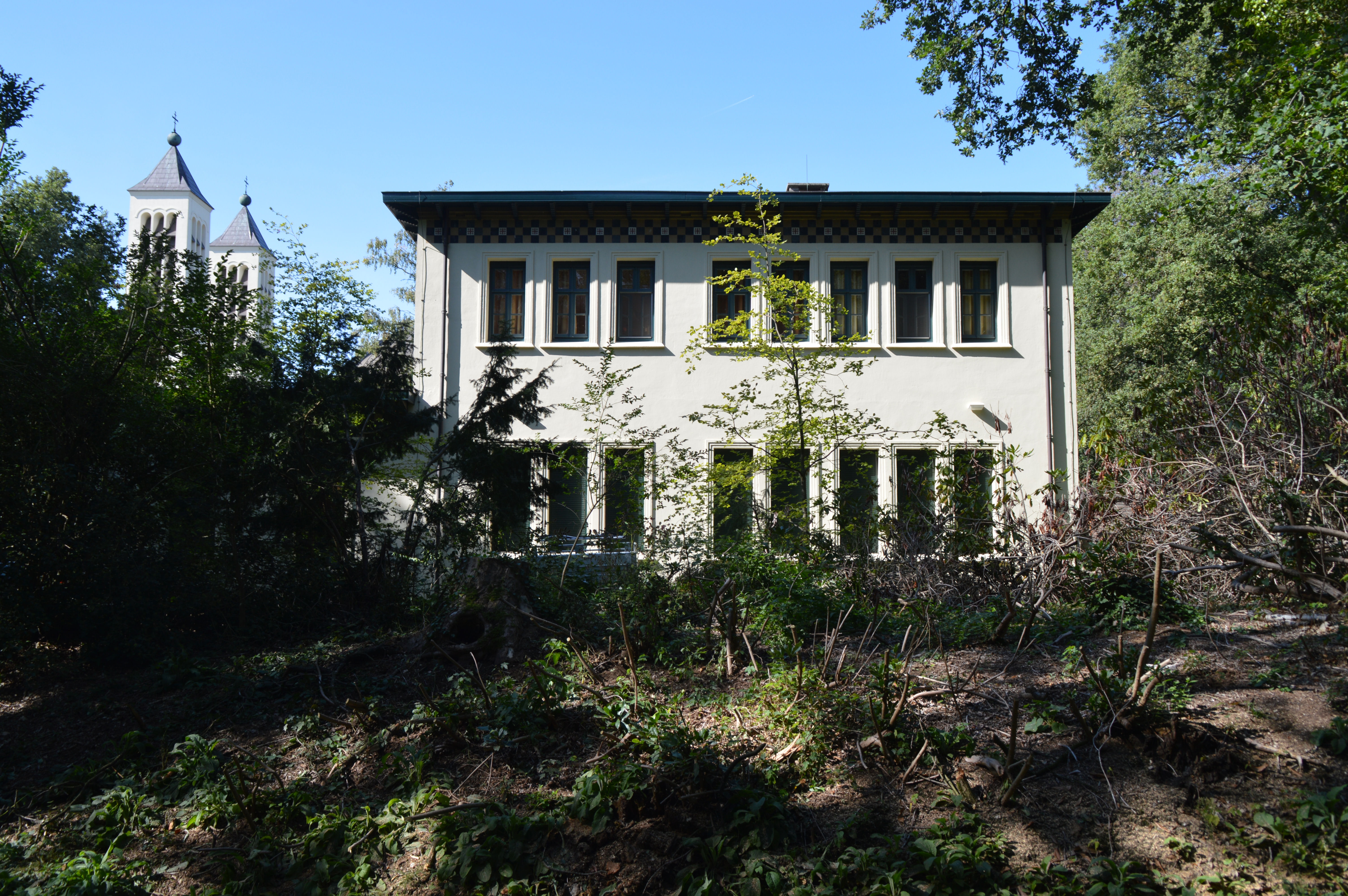
Zijgevel Huis Sion
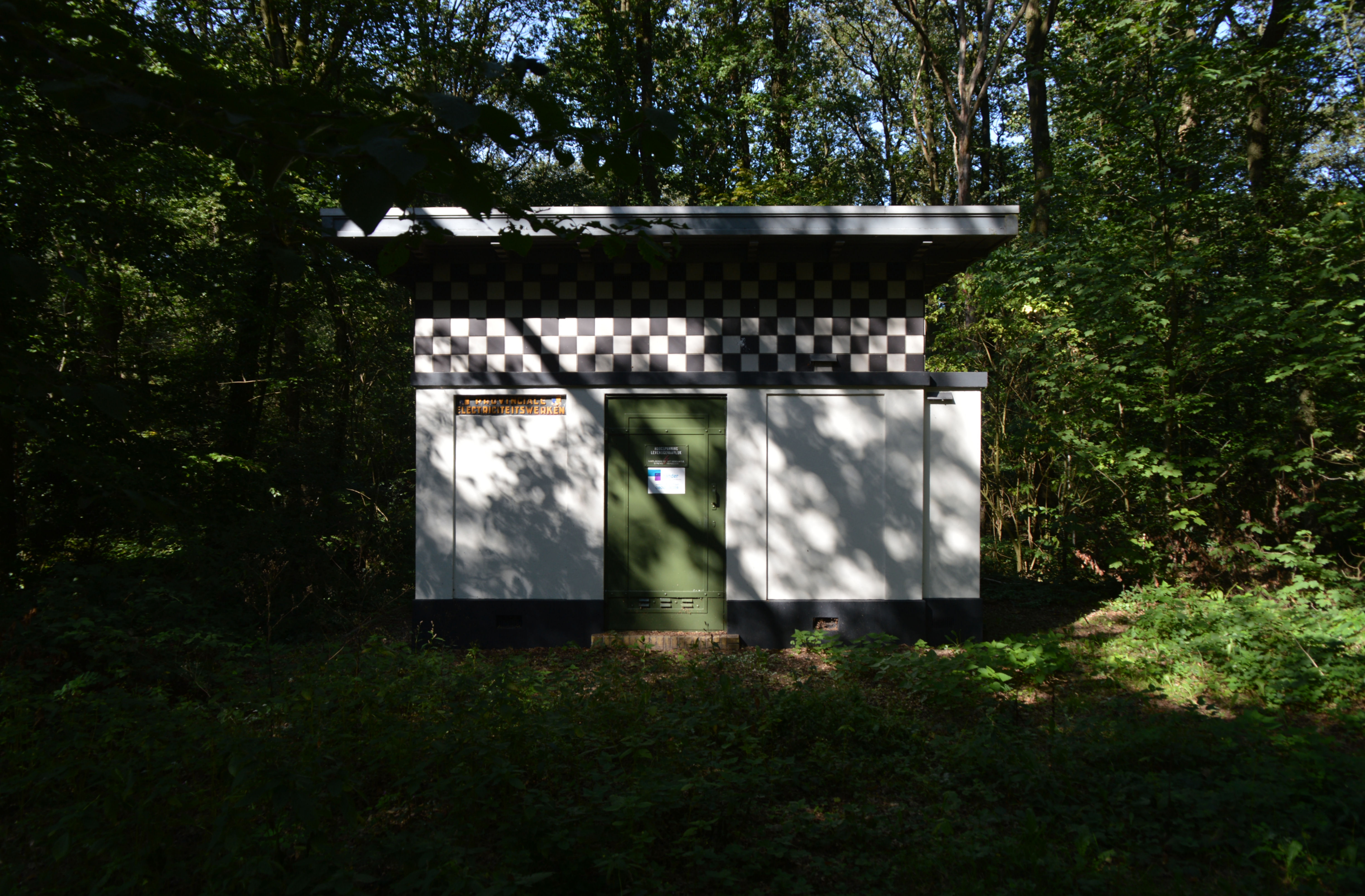
Trafohuisje Profetenlaan
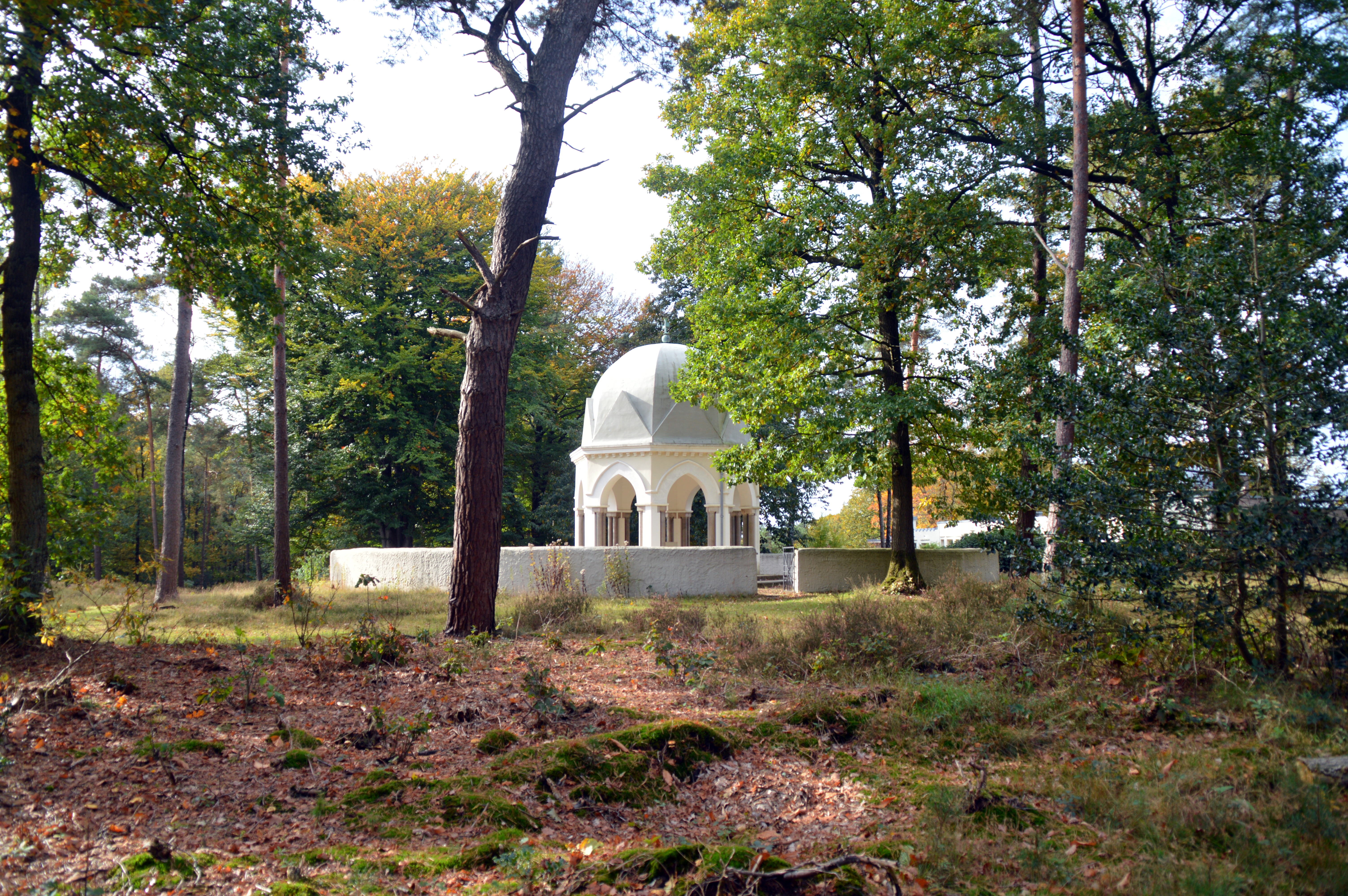
Hemelvaartkoepel Begraafpark
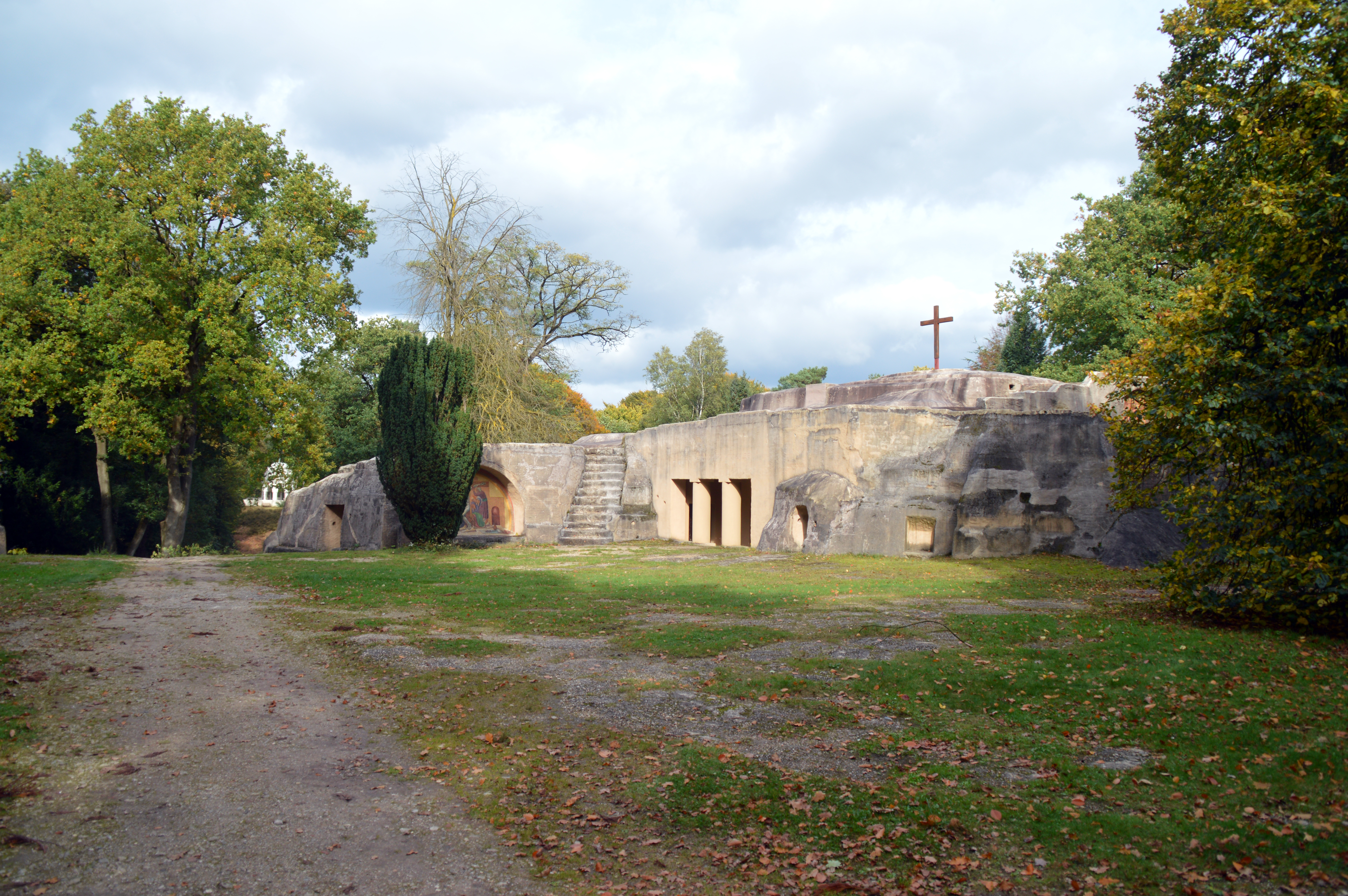
Calvarieberg op het Begraaf- en gedenkpark
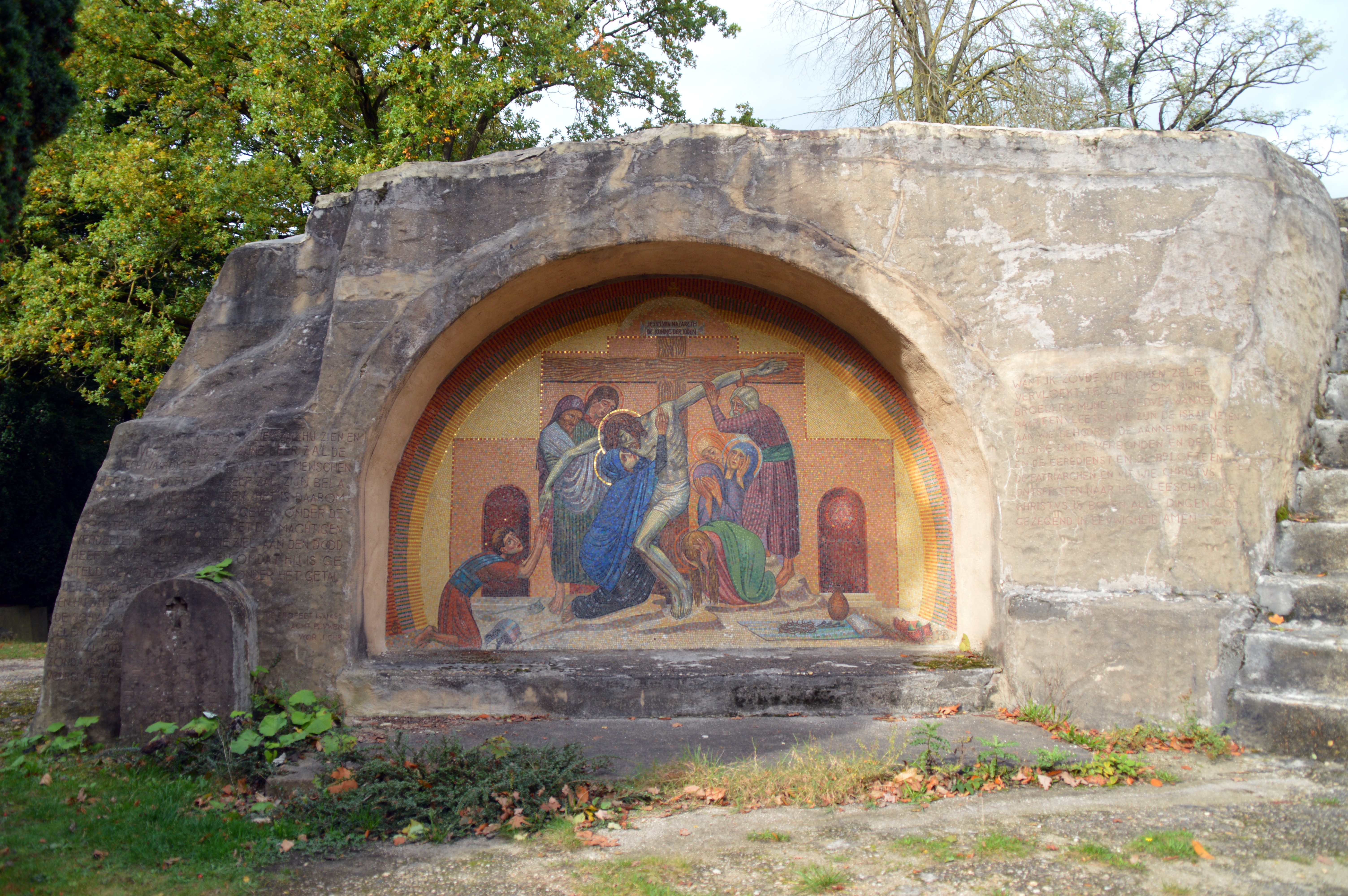
Calvarieberg
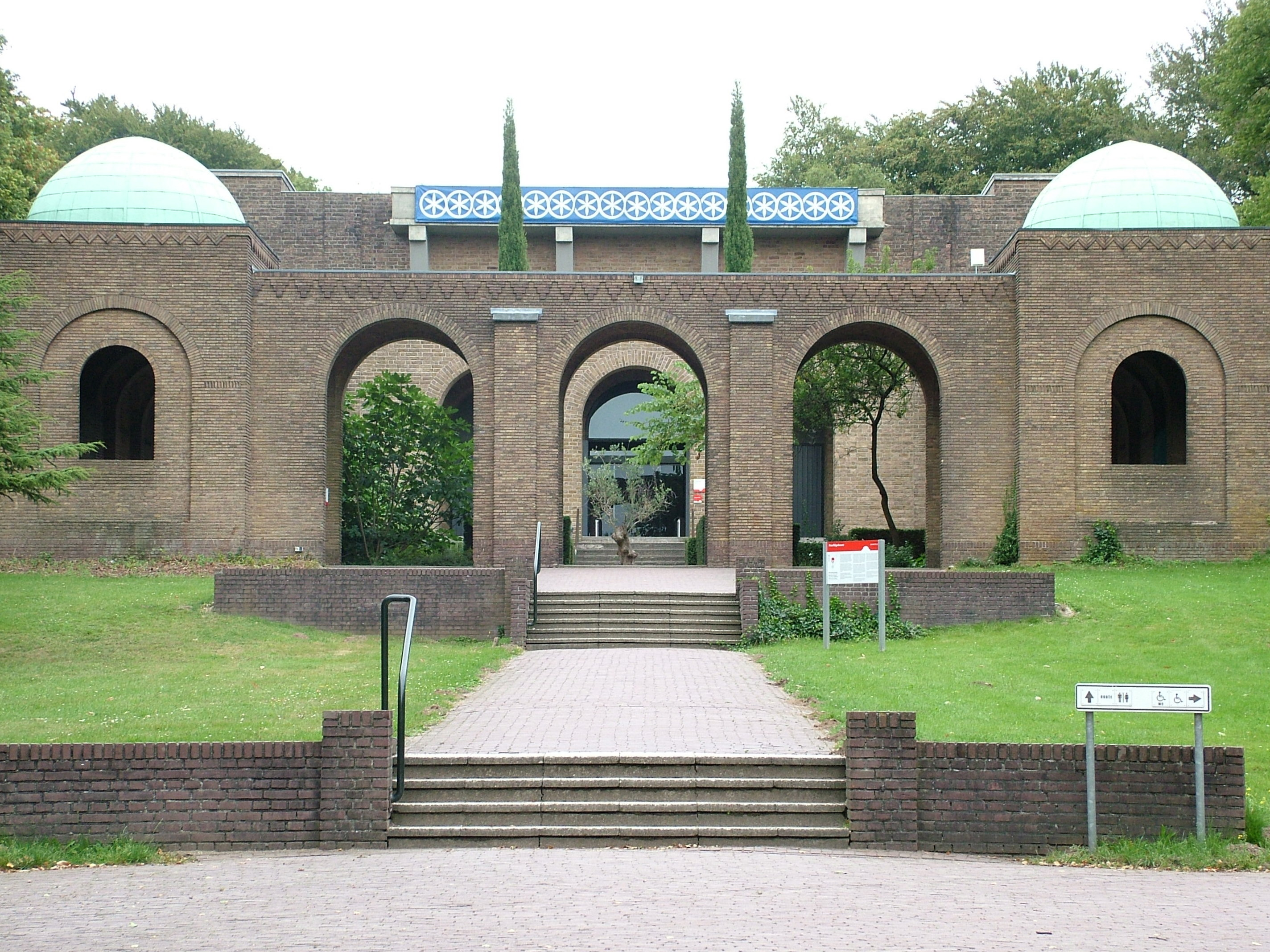
MPO hoofdgebouw

Dorpen: Beek · Berg en Dal · Breedeweg · Erlecom · Groesbeek · Heilig Landstichting · De Horst · Kekerdom · Leuth · Millingen aan de Rijn · Ooij · Persingen · Ubbergen

Buurtschappen: Bisselt (deels) · De Bruuk · Colonjes · Dennenkamp · Dekkerswald · Dukenburg · Grafwegen · Groenlanden · Haukes · Holdeurn · De Kamp · Kerstendal · Lagewald · Meerwijk · De Muchter · Nieuwerf · De Plak · De Ploeg · Stekkenberg · Thorense Molen · Tiengeboden · Valkenlaagte · Het Vilje · De Vlietberg · Wercheren · Zeeland